# Château de Turluron

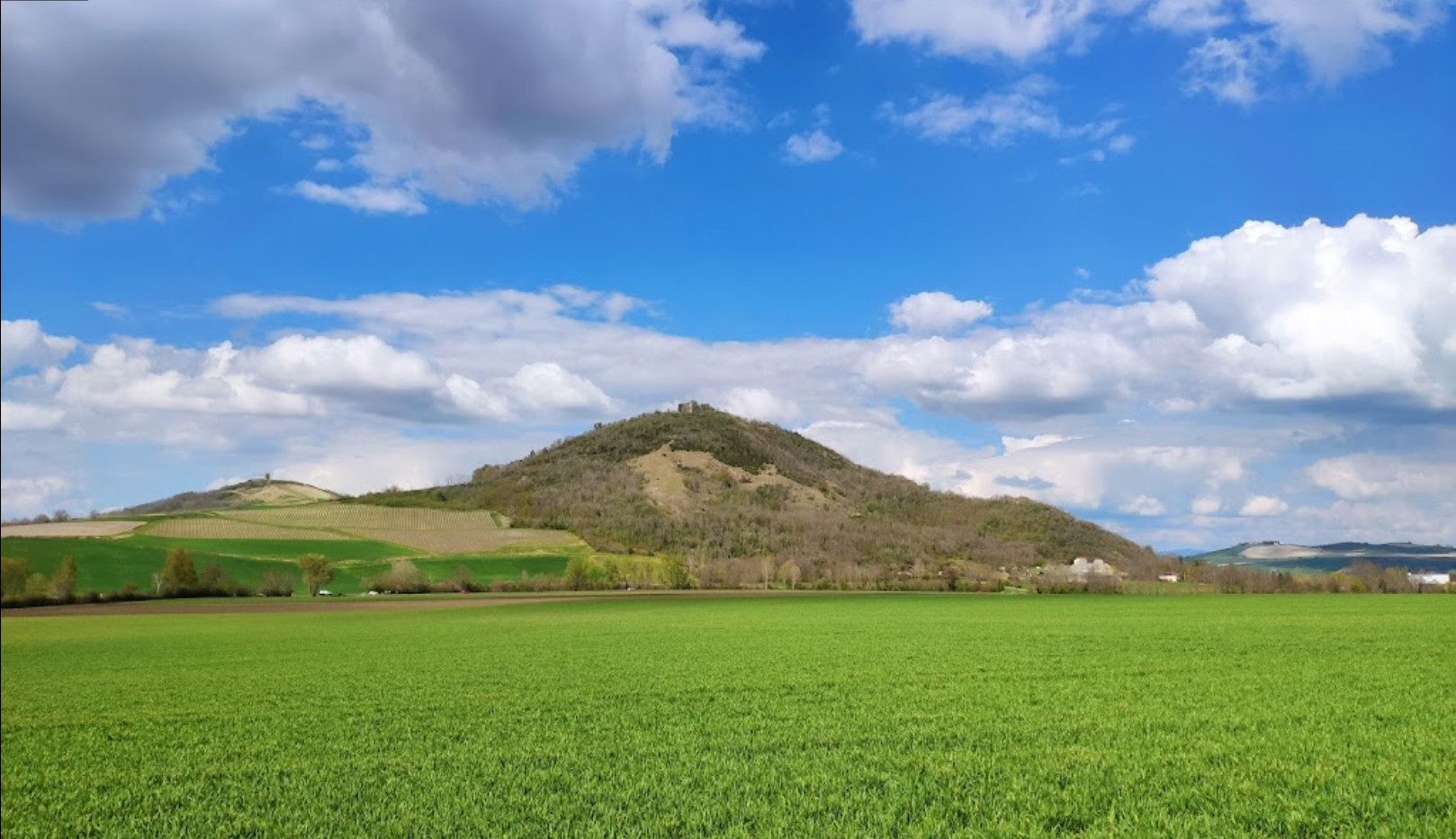
Château du Turluron vu de loin

Le château du Turluron, anciennement Tholoronum, est un château français situé sur une des deux buttes volcaniques qui dominent le bourg de Billom, dans le département du Puy-de-Dôme. Il est attesté dans une transaction datant du 24 juillet 1314. Aujourd'hui il se trouve en état de ruines.
Ce château date de l'an mille, il était l'un des quatre Comté d'Auvergne, portant le nom  de Comté de Turluron   et, que  les Comtes d'Auvergne avait établi pour l'exercice de la justice.Il reste les vestiges d'une vieille chapelle qui en 1259 fut donnée en échange à l'évèque de Clermont par le prieur des bénédictins de cunlhat.
Accessibilité
Coordonnées du château :
| 45° 43' 27" N | 03° 19' 10 E |
| 45.724158°    | 3.31933°     |

Datant du XIe siècle.
Il est parfois difficile d'accès. Depuis le XXe siècle un accès pour des sauts en parapente est entretenue, cet accès côté vignes est situé à l'Ouest. Après 3 plateaux, le chemin sera très pentu et glissant.

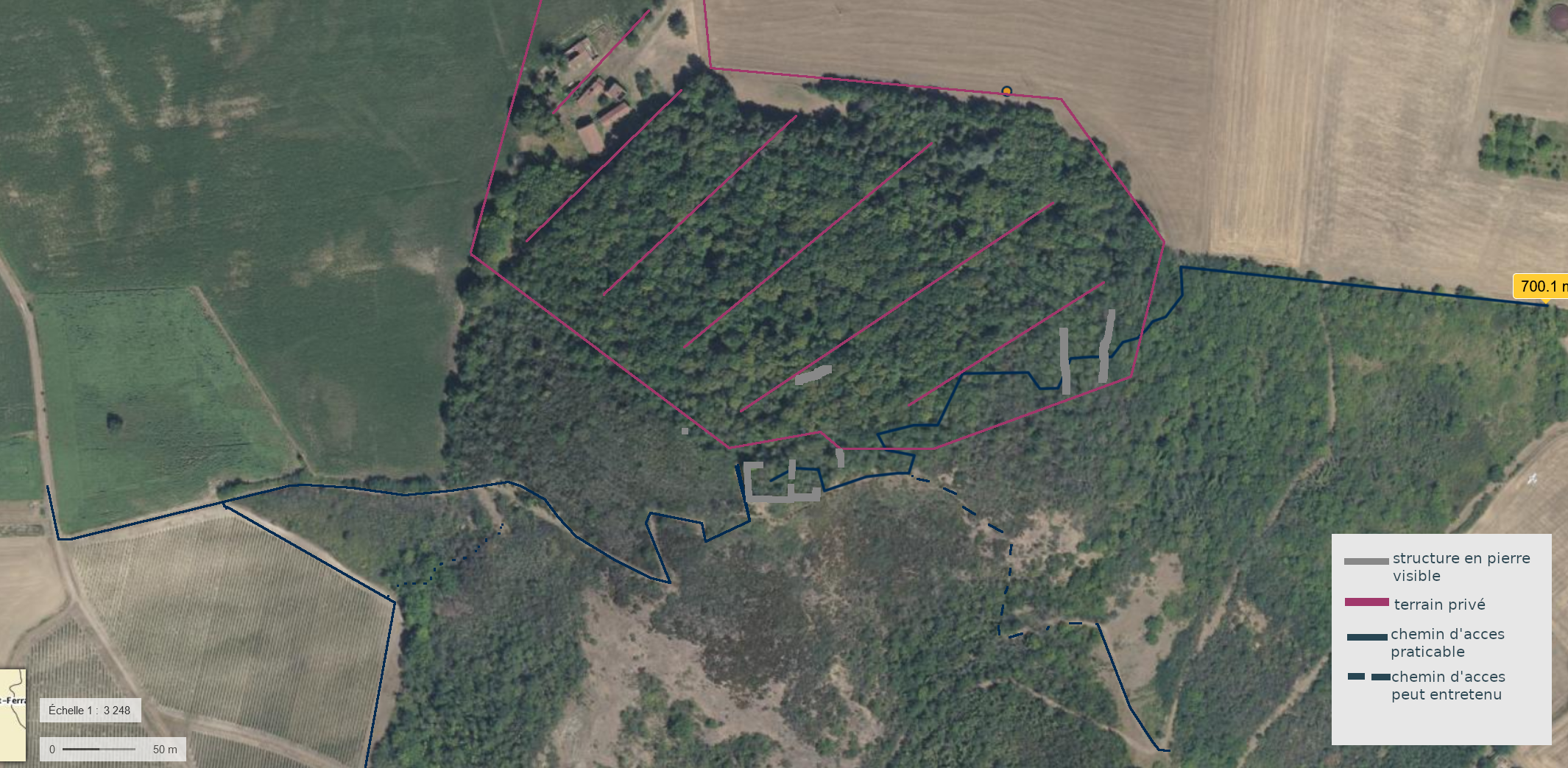
plan d’accès du château ainsi que les structures visibles connues à ce jour.

Un autre chemin était accessible par la ferme et beaucoup plus facile tout en étant à l'ombre. Cependant le début de cet accès dit par le nord est depuis 2021 interdit.
Un chemin depuis l'Est passant par la forêt peut être trouvé. Il commence au-dessus de la gare de Billom en passant entre les champs. Un autre chemin peu entretenu est situé passant par le sud.
Le propriétaire du château de Busséol qui était un féru d'histoire et de la région avait complètement restauré le château, cela remonte maintenant aux années 70
Avec ses grandes fenêtres il parait presque du XVIIe siècle. Quelques petits détails trahissent son ancienneté. Mais la végétation est si dense qu'il est impossible de voir les remparts extérieurs. Cette ruine pose beaucoup de questions !
Mais où sont les défenses ?

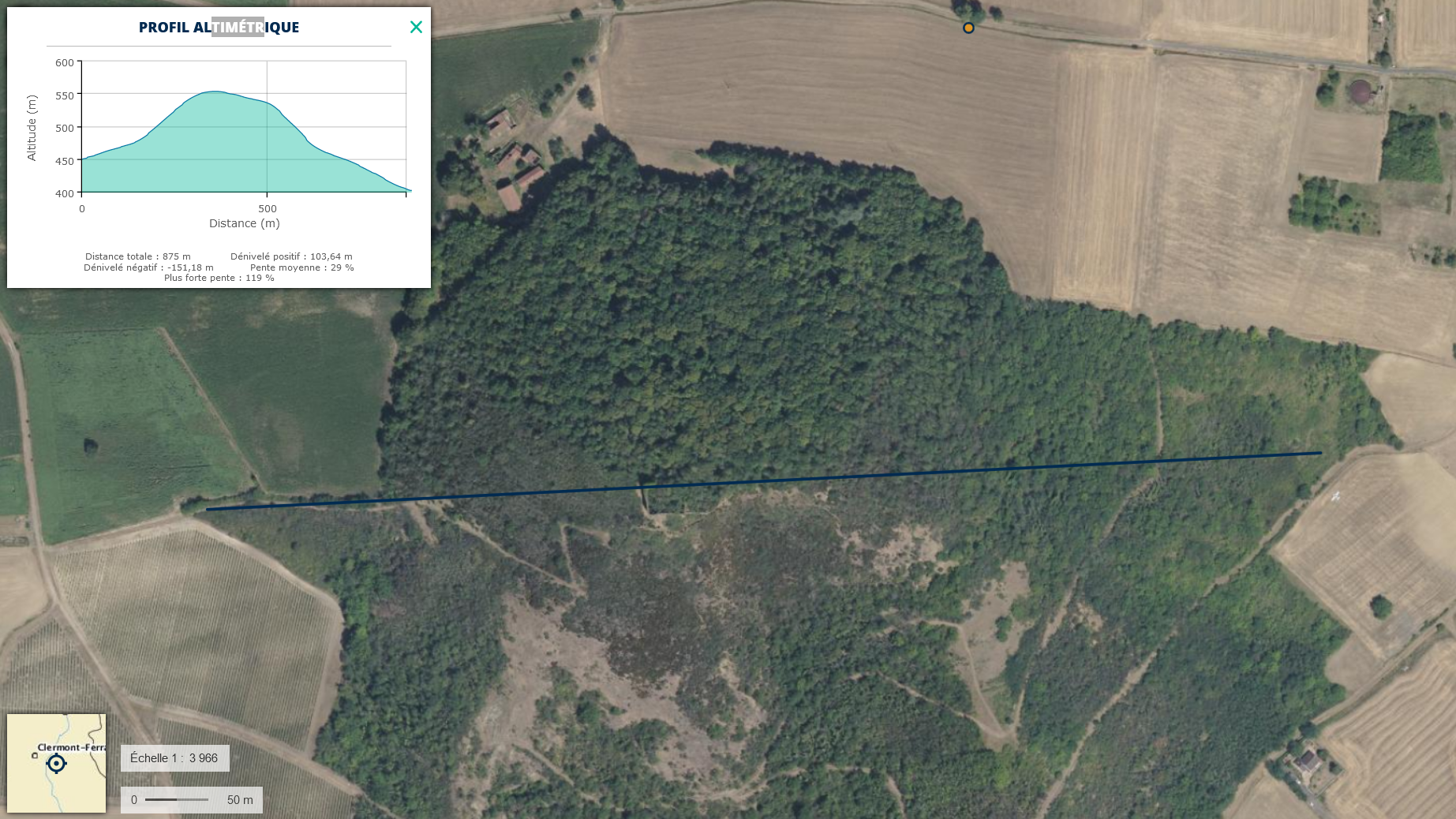
profil altimétrique de la colline

Il est surprenant qu'un château-fort ne p ossède ni tour flanque, ni archère, ni bouche à feu.Ne serait ce donc pas une ruine de château fortifié
En haut se cache timidement les restes d'une échauguette.
* Mais ce n'est pas tout, le mur possède des trous de boulin alignés.
* Cela ressemble à un positionnement pour des hourds en bois.
anecdote: il est très fréquent qu'aux XVe et XVIe siècles les murs soient très mal construits car ils enduisaient les murs ce qui revenait moins cher pour l'achat des moellons, pour les fenêtres, la plupart des linteaux sont tombés, donc ils n'avaient pas encore bien la maitrise sur cette technique de construction d'où l'utilisation d'arc de décharge. Tout doit s'expliquer, par que l'ex propriétaire a dû aller en Italie et ramené ces deux idées enduit et arc de décharge,en regardent les monuments romains. Mais ce château a un détail qui précise qu'il a été remanié, les linteaux des fenêtres ont été rajoutés devant des fenêtres romanes ou gothiques. Pour les trous de boulins ce n'est que des trous d'échaffaudage qui ne se voient plus une fois le mur enduit, d'où il y en a qui sont décalés.